# Нюкта
Ню́кта, также Ни́кта, Никс (от др.-греч. Νύξ, Νυκτός — «ночь») — божество в греческой мифологии, персонификация ночной темноты.

## Античная традиция
Согласно Гесиоду, Нюкта родилась из Хаоса (в изложении Гигина, от Хаоса и Мглы), является одной из первичных мирообразующих потенций. Нюкта родила светлого Эфира и Гемеру (День) (от своего брата Эреба, олицетворяющего вечный мрак), а также ещё Танатоса (Смерть), Гипноса (Сон), Гераса (Старость), Эриду (Раздор), Керу (Насильственную смерть; под именем кер могут также выступать несколько богинь), Мороса («отвечавшего» за рок и насильственную смерть), Харона (перевозчика умерших в Аид), — силы, скрывающие в себе тайны жизни и смерти, вызывающие дисгармоничность в бытии мира, без которой, однако, немыслим ни мир, ни его конечная гармония. Иногда в число детей Нюкты включают также Немесиду (Месть), Апату (Обман), Онира (бога вещих и лживых сновидений), Мома (бога насмешек), гесперид, мойр (богинь судьбы).
Жилище Нюкты расположено в бездне Тартара; там встречаются Нюкта-Ночь и День-Гемера, сменяя друг друга и попеременно обходя землю. Рядом дома сыновей Никты — Сна и Смерти, на которые никогда не смотрит Гелиос.
Орфики считали Нюкту (а не Хаос) первоисточником бытия. В орфической теогонии из Дервени Нюкта — «кормилица богов», с которой начинается родословие. Согласно орфикам, было три Нюкты: первая «прорицает», вторая «почтенная», с ней соединяется её отец Фанес, а третья рождает Дику. Ей посвящён III орфический гимн, где её отождествляют с Афродитой. По Мусею, всё происходит от Ночи и Тартара.
В античную эпоху её прорицалище располагалось в Мегарах. Давала прорицания в Дельфах.
В честь Нюкты названы два небесных тела. Это имя носят астероид Нюкта с порядковым номером 3908 и один из пяти спутников Плутона — Никта, открытый в 2005 году и получивший название 21 июня 2006 года на сессии Международного астрономического союза.

## В культуре и искусстве
- «Никта» — мистический роман Мерлина Маркелла. Герои называют Никтой иррациональную силу, из которой родился мир и которой он управляется. Каждая часть романа названа по имени одного из детей Никты (Гипнос, Танатос, Эрида, Кера, Немезида).
- Никта изображена на картине Адольфа Вильяма Бугро «Ночь».
- Нюкта появилась в сериале «Зов крови» под именем Айрисс.
- Никта — одна из антагонисток в комиксе Grimm Fairy Tales presents Realm Knights One-Shot.
- Никта — одна из главных персонажей игры Hades. Она воспитала Загрея, сына Аида и главного героя игры, и помогает в улучшении способностей героя.
- Нюкта появляется в книге Рика Риордана "Дом Аида", где является отрицательным персонажем.
- Никта — главный антагонист в компьютерной игре Shin Megami Tensei: Persona 3.